# Говинд Дхананджаян
Говинд Дхананджаян (англ. Govind Dhananjayan; род. 14 мая 1965 года, Мадрас, Индия) — индийский кинопродюсер, журналист, писатель и руководитель южной бизнес-студии Disney-UTV Motion Pictures. Сыграл важную роль в создании ряда фильмов на тамильском языке, телугу, малаялам и хинди.

## Образование и работа
Дхананджаян получил степень MBA в Институте управления Сиденгама при Мумбайском университете (выпуск 1991 года). Он работал в Asian Paints, Kansai Nerolac Paints, Saregama, Bharti Airtel и Vodafone в течение более чем 15 лет до прихода в Moser Baer Entertainment в 2006 году. Дхананджаян был в главным операционным директором в отделе видео для домашнего просмотра, а затем главным исполнительным директором в отделе кино.
Дхананджаян является одним из двух учредителей компании Moser Baer Entertainment, которая была создана в апреле 2006 года. В течение 6 месяцев, Дхананджаян приобрёл авторские или маркетинговые права на более 10 000 наименований фильмов на 11 основных языках, включая хинди, тамильский, телугу, каннада, малаялам, бенгальский, маратхи, гуджарати, панджаби и т. д. для выпуска DVD и VCD под баннером Moser Baer. Таким образом, компания произвела революцию на рынке домашних развлечений в январе 2007 года, с запуском DVD и VCD по экономичной цене по 28 рупий за VCD и 34 рупии за DVD, и изменила восприятие этого сегмента рынка у потребителя.

### Производство кино
Присоединившись к Moser Baer Entertainment Дхананджаян запустил в производство фильмы Shaurya на хинди и Vellitherai на тамильском языке. После этого Moser Baer выпустила Sankat City и Hide & Seek на хинди, Raman Thediya Seethai, Poo, «Абхи и я», Kanden Kadhalai, «Нас связала любовь» и Siddhu +2 совместно с К. Бхагьяраджем на тамильском языке и Kaana Kanmani на малаялам в течение следующих двух лет.
Дхананджаян также сотрудничает с UTV Motion Pictures (сейчас называющейся Дисней-Индия) с января 2011 года. После прихода в UTV он начал приобретать и выпускать фильмы на тамильском и малаялам. Первым фильмом выведенным UTV на рынок после его прихода была «Святая дочь Бога», получившая высокую оценку критиков. Он участвует в производстве, маркетинге и распространении фильмов. Под его руководством UTV стал сопродюсером на тамильских фильмов «Ради брата», Vazhakku Enn 18/9, Theeya Velai Seiyyanum Kumaru, Mugamoodi, «Слепая ярость», и Settai. На малаялам UTV выпустил Grandmaster и Husbands in Goa.

## Вклад в киноиндустрию
Благодаря инициативе Дхананджаяна несколько старых тамильских фильмов стали доступны в DVD и VCD по экономной цене в лучшем качестве. Это было сделано, чтобы конкурировать с несанкционированными копиями DVD-дисков, как правило, продающимися по очень низким ценам.
Дхананджаян является страстным писателем и подготовил несколько статей для Times of India, Indian Management, DNA, India Today и других изданий.
Ежемесячная колонка Дхананджаяна в Galatta Cinema в течение двух лет имела популярность среди видных деятелей южно-индийского кино и высоко ценилась за профессионализм. Также высоко оценивается его текущая серия статей в тамильском издании газеты The Hindu. Время от времени он также писал статьи для многих других журналов.
Дхананджаян проводит значительное время в общении с учащимися различных киноинститутов по всей Индии. Он был приглашен на различные форумы и программы, чтобы рассказывать о кинобизнесе, менеджменте и многих других темах. Дхананджаян также неоднократно выступал на Всеиндийском радио, говоря на интересующие общество темы.
Он написал книгу о тамильском кино The Best of Tamil Cinema: 1931 to 2010 на английском языке, которая была выпущена 2 марта 2011 года. Супер-звезда Раджникант лично похвалил книгу, отдавая дань превосходному исследованию. Книга разошлась по многим университетам по всему миру и стала ориентиром в тамильском кино для многих иностранцев.
Его вторая книга Pride of Tamil Cinema была выпущена в 2014 году,
принеся ему специальный приз Национальной кинопремии
|.